# Омечу
Омечу (чечен. ӀомуйтӀе) — покинутый аул в Итум-Калинском районе Чеченской Республики.

## География
Расположен на левом берегу реки Хочарой Ахк, к юге от районного центра Итум-Кали.
Ближайшие населённые пункты и развалины бывших аулов: на севере — Пёлагошки и село Ведучи, на северо-востоке — бывшие аулы Хаухи и Автинбоуль, на юго-востоке — бывшие аулы Алхахи.